# Шибанов, Георгий Владимирович
Георгий Владимирович Шибанов (14 августа 1900, Николаев, Херсонская губерния, Российская Империя — 28 мая 1970, посёлок Димитрово, Кировоградской области, УССР) — участник Гражданской войны в Испании на стороне республиканского правительства и движения Сопротивления во Франции.

## Биография
В 1919 году поступил в Морской кадетский корпус в Севастополе. В октябре 1920 года вместе с другими гардемаринами был эвакуирован из Крыма в Бизерту. В 1922 году переехал во Францию, где работал таксистом в компании Taxis G7. В 1930-е годы был одним из руководителей Союза возвращения на родину.
Во второй половине февраля 1937 года отправился добровольцем в Испанию воевать на стороне республиканцев. С 24 февраля 1937 года служил в автопарке Центра формирования интербригад в Альбасете. Через месяц был переведён в 1-й железнодорожный полк, в составе которого участвовал в сражениях под Брунете и Бельчите, под Мадридом, затем на Теруэльском и Арагонском фронтах. В середине 1938 года был переведён в автопарк 129-й интербригады и прикомандирован к противотанковой батарее.
В начале февраля 1939 года вместе с другими интербригадцами был интернирован во Франции. В середине 1940 г. сбежал из лагеря около города Ван и вернулся домой в пригород Парижа Клиши.
В составе подпольной группы распространял антинацистские листовки, устроил пожар на складе военно-морских сил гитлеровцев.
В мае 1943 года организовал русскую секцию МОИ, главной задачей которой была организация побегов советских военнопленных из лагерей принудительного труда во Франции и включение их в партизанские отряды. Секцию курировал «Гастон Ларош» (Борис Матлин). Ядром секции стали бывшие интербригадовцы, получившие боевой опыт во время Гражданской войны в Испании. Она была оформлена на собрании, проведённом 3-го октября 1943 г. на квартире Шибанова в Клиши, на котором, кроме него, присутствовали Павел Пелехин, Дмитрий Смирягин, Николай Роллер, Георгий Клименюк, Иосиф Михневич, Алексей Кочетков, Н. Миронов и Ф. Сафронов. Её назвали Союзом русских патриотов (СРП). СРП издавал две подпольные газеты: «Русский патриот» для эмигрантов и «Советский патриот» для советских граждан, оказавшихся во Франции.
Подобрал состав созданного в декабре 1943 г. ЦК советских военнопленных (ЦК СВ), куда вошли бывшие военнопленные Василий Таскин, Марк Слободинский и Иван Скрипай. К моменту высадки союзных войск в Нормандии ЦК СВ с помощью СРП организовал 32 партизанских отряда общей численностью 1440 человек.
После окончания войны был членом правления Союза советских патриотов (ССП), в 1945—1946 исполнял обязанности секретаря парижского отдела ССП.
Указом Президиума Верховного совета СССР от 18 ноября 1965 года был награждён Орденом Отечественной войны I степени.